# 奥村組土木興業
奥村組土木興業株式会社（おくむらぐみどぼくこうぎょう）は、大阪府大阪市港区に本社を置く建設会社（主要ゼネコン）である。関西基盤であるが工事エリアは全国にわたる。
土木工事が主体であるが、建築工事、ライフライン設備工事、建設資材の製造・販売、リサイクル業などの関連業務を幅広く手がけている。ガス設備工事では大阪ガス指定工事会社の大手一角である。同じ大阪に本社を置く株式会社奥村組とは資本関係はない。奥村組土木（おくむらぐみどぼく）や奥土（おくど）等と呼称される。みどり会の会員企業であり三和グループに属している。

## 沿革
- 1920年（大正9年） - 奥村商店を創業する。
- 1934年（昭和9年） - 合名会社奥村商店と組織変更する。
- 1935年（昭和10年）- 土木建築請負業を開始する。
- 1946年（昭和21年）- 合名会社奥村商店を合名会社奥村組に社名変更する。
- 1949年（昭和24年）- 家島にて砕石生産を開始する。
- 1958年（昭和33年）- 大阪市港区市岡に本社社屋を新築する。
- 1959年（昭和34年）- 奥村組土木興業株式会社を設立する。
- 1960年（昭和35年）- 合名会社奥村組を合併し、事業継承する。建設業の大臣登録する。
- 1987年（昭和62年）- 大阪市港区三先の新社屋に本社を移転する。
- 1989年（平成元年）- ISO9001認証取得
- 2002年（平成14年）- ISO14001認証取得

## 歴代社長
- 奥村藤八：1959年 - 1960年
- 奥村安太郎：1960年 - 1982年
- 奥村安正：1982年 -

## 特徴
- 独ヴィルトゲン社と共同開発した大型岩盤切削機を保有している[3]。
- 長距離急曲線推進工法を有しており、コスミック工法協会を設立している[4]。
- 2010年10月に国土交通省近畿地方整備局の発表した成績評価ランキングで1位となり、工事成績優良企業として認定されている[5]。
- 2009年8月に発生した駿河湾震源地震による東名高速道路のり面崩落被害の応急復旧に大きな役割を果したと、NEXCO中日本より感謝状が贈呈されている[6]。
- 大阪府堺市に建設中の株式会社堺クリーンシステム(PFI事業）のSPC構成会社である[7]。

## 不祥事
談合事件
2004年（平成16年）4月16日公正取引委員会より、大阪市水道局において発注するほ装工事の指名見積り合わせに対し、独占禁止法の規定に違反するものとして排除勧告を受けた。

## 主な施工実績
- 東九州自動車道日向第一トンネル
- 鳥取自動車道高津原トンネル工事
- 新東名高速道路大平工事
- 館山自動車道君津北工事
- 高知自動車道刈屋工事
- 神戸淡路鳴門自動車道
- 東北縦貫自動車道八戸北舗装工事
- 中国自動車道佐用舗装工事
- 常磐自動車道三春舗装工事

- 関西国際空港
- 神戸空港
- 徳島空港
- 東京都新海面処分場護岸建設工事
- 大阪市高速鉄道第7号線
- 大阪高速電気軌道第4号線
- 京都市営地下鉄東西線
- 神戸新交通ポートアイランド線延伸工事下部工
- 関西電力舞鶴発電所新設工事

## 関連会社
- 株式会社オクムラ道路
- 株式会社オーシンク
- 兵庫奥栄建設株式会社
- 進英興産株式会社
- 徳島建設工業株式会社